# Institut français d'Argentine
L' Institut français d'Argentine (IFT) fait partie du réseau mondial des instituts français. 